# Gare de La Chaux-des-Crotenay
Gare de La Chaux-des-Crotenay vasútállomás Franciaországban, Chaux-des-Crotenay településen.

## Vasútvonalak
Az állomást az alábbi vasútvonalak érintik:
- Andelot-en-Montagne–La Cluse-vasútvonal

## Kapcsolódó állomások
A vasútállomáshoz az alábbi állomások vannak a legközelebb:
- Gare de La Chaumusse - Fort-du-Plasne
- Gare de Champagnole-Paul-Émile-Victo